# Dimítris Koutsoúmbas
Dimítris Koutsoúmbas (grec moderne : Δημήτρης Κουτσούμπας), né le 10 août 1955 à Lamía, est un avocat et homme politique grec

## Biographie
Le 14 avril 2013, il devient secrétaire général du Parti communiste de Grèce.
Aux élections législatives grecques de janvier 2015, il est élu député au Parlement grec sur la liste du Parti communiste de Grèce dans la deuxième circonscription d'Athènes.